# Llengües zamucanes
La família de llengües zamuco o zamucanes és un conjunt de llengües indígenes d'Amèrica parlades en Paraguai i Bolívia. Actualment consisteix en due llengües, l'ayoreo (3.030 parlants en 2007) i el chamacoco o ïsïrï (1.800 el 2007).
Segons Swadesh (1959), el grau de diferenciació interna implicaria almenys 2800 anys de divergència lingüística, encara que aquesta estimació és discutida per l'escassa fiabilitat de les dades lingüístiques. Encara que les llengües són mal conegudes van ser documentades i es va escriure una gramàtica del zamuco tan aviat com el 1696.
Des de la promulgació de la Constitució Política el 7 de febrer de 2009 el zamuco és una de les 36 llengües indígenes oficials de Bolívia.

## Classificació

### Llengües de la família

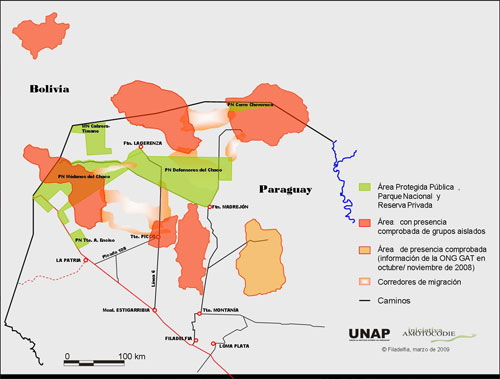
mapa de suposada presència dels últims grups Ayoreo (Totobiogosode) no contactats a Paraguai.

Usualment es distingeixen dues llengües l'ayoreo i el chamacoco. Alguns autors proposen que es tracta d'una macrollengua amb dos dialectes ben diferenciats pel que tracten a les llengües zamucanes com una llengua aïllada amb dues variants. No obstant això, altres autors a causa de les notables diferències entre l'ayoreo i el chamacoco, els consideren com dues llengües diferents. Es coneixen altres dues llengües extintes que podrien estar relacionades amb l'ayoreo-chamacoco: el guarañoca i el zamuco, tots dos parlats a Santa Cruz (Bolívia).

### Relació amb altres llengües
Des de l'inici de l'estudi de les llengües del Chaco, ha existit un cert debat entorn de la qüestió del parentiu de les llengües del Chaco: zamucoano, mascoià i mataco-guaicurú.
Ara que estan disponibles diccionaris i descripcions gramaticals, la qüestió ha tornat a debatre's sobre una millor evidència. En qualsevol cas és clar que aquestes llengües comparteixen un cert número de trets tipològics tant gramaticals com fonològics, la qual cosa no necessàriament indica parentiu, però suggereix algun tipus de contacte estret prolongat entre aquestes, com a mínim. Entre aquests trets estan la nasalització com a tret distintiu i l'existència d'harmonia vocàlica, i absència de grups consonàntics complicats. També està bastant estès el patró actiu o ergatiu amb ordre bàsic SVO (en oracions transitives) i VS (en oracions intransitivas). La persona gramatical és marcada mitjançant prefixos tant en el nom com en el verb. En el nom es dona amb freqüència una distinció entre possessió alineable/inalienable.
La qüestió última del parentiu depèn especialment de l'avanç del treball sobre les llengües zamucanes i mascoianes, després del qual podria abordar-se una comparació de major aconsegueixi sobre les famílies del Chaco.